# Eugen Englisch

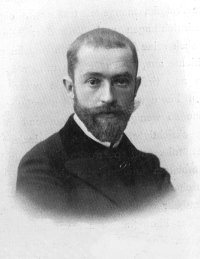
Eugen Englisch (1893)

Wilhelm Eugen Englisch (* 2. Oktober 1869 in Teinach; † 14. März 1905 in Stuttgart) war ein deutscher Photochemiker und Professor für Photographie an der Technischen Hochschule Stuttgart.

## Leben
Nach dem Abitur am Realgymnasium Mannheim studierte Englisch vom Wintersemester 1887 bis 1893 an den Universitäten München, Tübingen und Hannover Chemie. In Tübingen wurde er Mitglied der Studentenverbindung Landsmannschaft Schottland.
1893 wurde er in Tübingen mit einer Arbeit über das thermoelektrische Verhalten der Amalgame zum Dr. sc. nat. promoviert. 1894 war er Assistent bei Georg Hermann Quincke in Heidelberg und 1895/1896 bei Anton Oberbeck in Tübingen. Dann zwang ihn sein Gesundheitszustand, die regelmäßige akademische Arbeit für längere Jahre zu unterbrechen.
Erst 1901 konnte sich Englisch an der Technischen Hochschule Stuttgart mit einer Untersuchung über Das Schwärzungsgesetz für Bromsilbergelatine habilitieren. Für seine Antrittsvorlesung wählte er das Thema Die Photographie als Wissenschaft.
Im Jahr 1900 wurde Englisch in die Freimaurerloge „zu den 3 Cedern“ in Stuttgart aufgenommen.
Englisch betrachtete es als seine größte Lebensaufgabe, der Photographie zur Anerkennung als Wissenschaft und wissenschaftliche Arbeitsmethode zu verhelfen. Zu diesem Zweck begründete er 1899 das Archiv für wissenschaftliche Photographie, der seit 1903 zusammen mit Karl Schaum, fortgesetzten und bis 1970 bestehenden Zeitschrift für wissenschaftliche Photographie, Photophysik und Photochemie. Sein Photographisches Compendium (1905) ist das erste Lehrbuch der Photographie auf moderner wissenschaftlicher Grundlage.